# Amt Jasmund

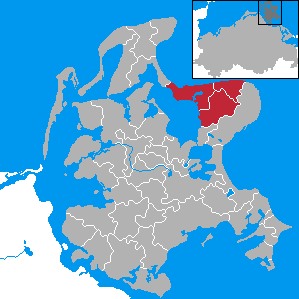
Amt Jasmund im Landkreis Rügen

Im Amt Jasmund mit Sitz in der Gemeinde Sagard waren die drei Gemeinden Glowe, Lohme und Sagard zur Erledigung ihrer Verwaltungsgeschäfte zusammengeschlossen. Das Amt bestand nur wenige Jahre und ging am 1. Januar 2005 im neu gegründeten Amt Nord-Rügen auf.